# Рум (наименование)
Рум (араб. روم‎) — наименование Рима, а затем и Римской империи, распространённое в древности в некоторых странах Востока, например в Индии и в Иране. После разделения Римской империи в IV веке Румом стали называть лишь Восточную Римскую империю (Византию).
После завоевания в конце XI века Малой Азии турками-сельджуками наименование «Рум» восточные авторы относили только к Малой Азии — отсюда другое название Конийского султаната — Румский султанат. Например, у Физули Рум — это тюркская земля по соседству с Сирией (Шам), откуда Ноуфал совершает завоевание племени Лейлы (Лейли и Меджнун).
В составе Османской империи Рум — провинция с центром в Сисаке.